# Mala Daljegošta
Mala Daljegošta (cyr. Мала Даљегошта) – wieś w Bośni i Hercegowinie, w Republice Serbskiej, w gminie Srebrenica. W 2013 roku liczyła 73 mieszkańców.